# تيبليزوماب
تيبليزوماب(Teplizumab) ، الذي يُباع تحت الإسم التجاري تزيلد (Tzield)، هو دواء يستخدم في علاج مرض السكري من النوع الأول (الأجسام المضادة الموجودة في الخلايا الجزيرية ، ومستويات السكر في الدم غير الطبيعية، ولكن بدون أعراض ظاهرة)، و لتقليل تطور أعراض المرض.   تحديدا لأولئك الذين لا يقل عمرهم عن 8 سنوات.  و يعطى عن طريق [[{{{1}}}|{{{1}}}]] [[:en:{{{1}}}|[الإنجليزية]]] . 
تشمل الآثار الجانبية الشائعة لهذا الدواء على ما يلي: الصداع و الطفح الجلدي و انخفاض خلايا الدم البيضاء.  قد تشمل الآثار الجانبية الأخرى متلازمة إفراز السيتوكين و العدوى و ردود الفعل التحسسية.  أما استخدامه في فترة الحمل فقد يضر الجنين.  و هو جسم مضاد وحيد النسيلة يحجب CD3 الموجود في الخلايا الليمفاوية التائية.  ويعتقد أن هذا يقلل [[{{{1}}}|{{{1}}}]] [[:en:{{{1}}}|[الإنجليزية]]] المهاجمة. 
تمت الموافقة على استخدام تيبليزوماب طبيًا في الولايات المتحدة في عام 2022. و اعتبارًا من عام 2022، لم تتم الموافقة عليه في أوروبا أو المملكة المتحدة.  تبلغ تكلفة دورة العلاج التي تستغرق أسبوعين حوالي 200000 دولار أمريكي في الولايات المتحدة اعتبارًا من عام 2022. 